# 曹顶
曹顶（?—?），明朝通州（江苏省南通市）人。以制面为业。
嘉靖三十六年（1557年）倭寇侵犯通州，他率人抗击，歼敌无数。有功被授予头领官，他坚辞不就。后来追击敌人因为下雨泥泞坠马，被倭寇杀害。
2006年电影《新忠烈图》，吴奇隆扮演曹顶。